# Eclipse lunar del 4 abril de 2015
| Eclipse total de luna 3-4 de abril de 2015                                 | Eclipse total de luna 3-4 de abril de 2015 |
| -------------------------------------------------------------------------- | ------------------------------------------ |
| Previo                                                                     | Eclipse \| Eclipse total \| Saros          |
| Posterior                                                                  | Eclipse \| Eclipse total \| Saros          |
| La Luna pasando de derecha a izquierda a través de la sombra de la Tierra. |                                            |
| Saros                                                                      | 132 (30 de 71)                             |
| Duración (h:min:s)                                                         |                                            |
| Total                                                                      | 00:04:43                                   |
| Parcial                                                                    | 03:29:00                                   |
| Penumbra                                                                   | 05:57:32                                   |
| Contactos                                                                  |                                            |
| P1                                                                         | 09:01:27 UTC                               |
| U1                                                                         | 10:15:45 UTC                               |
| Máximo                                                                     | 12:00:14 UTC                               |
| U4                                                                         | 13:44:46 UTC                               |
| P4                                                                         | 14:58:58 UTC                               |

Un eclipse lunar total ocurrió en la madrugada del 4 de abril de 2015,
siendo el primero de los dos eclipses lunares totales de 2015. Cabe destacar que este eclipse es el de menor duración en el siglo XXI, con solo 5 minutos y 43 segundos en la fase total.

## Visualización

### Mapa
El siguiente mapa muestra las regiones desde las cuales pudo ser visible el eclipse. En gris, las zonas que no observaron el eclipse; en blanco, las que si lo vieron; y en celeste, las regiones que pudieron ver el eclipse durante la salida o puesta de la luna.

### Perspectiva de la Luna
| Esta simulación muestra la perspectiva desde la Luna al momento máximo del eclipse. El fenómeno fue visible sobre Asia, Australia, el océano Pacífico, parcialmente en Centroamérica y una parte de Norteamérica. |

## Galería de fotos

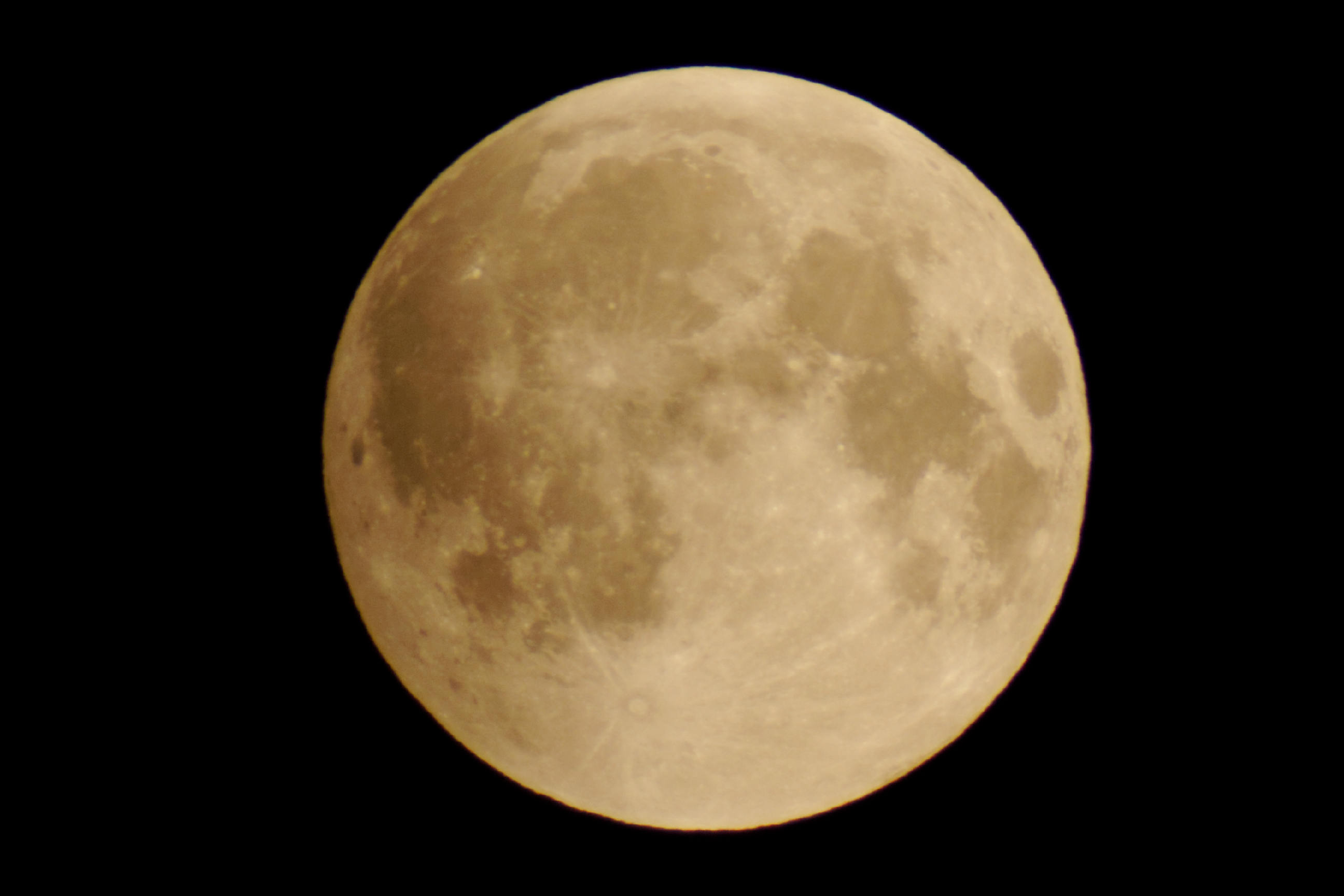
Toronto, Canadá, 9:54 UTC
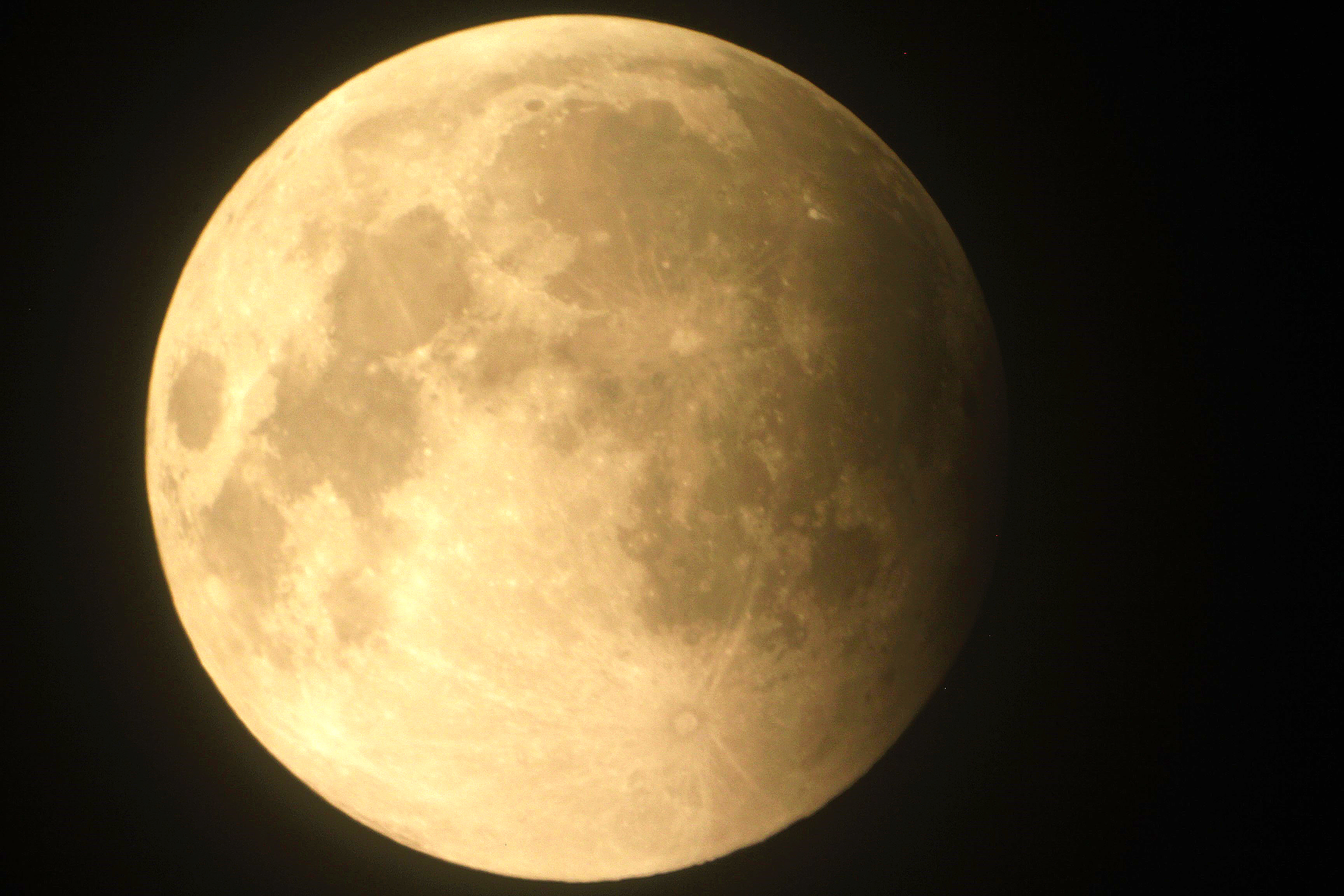
Auckland, Nueva Zelanda, 9:54 UTC
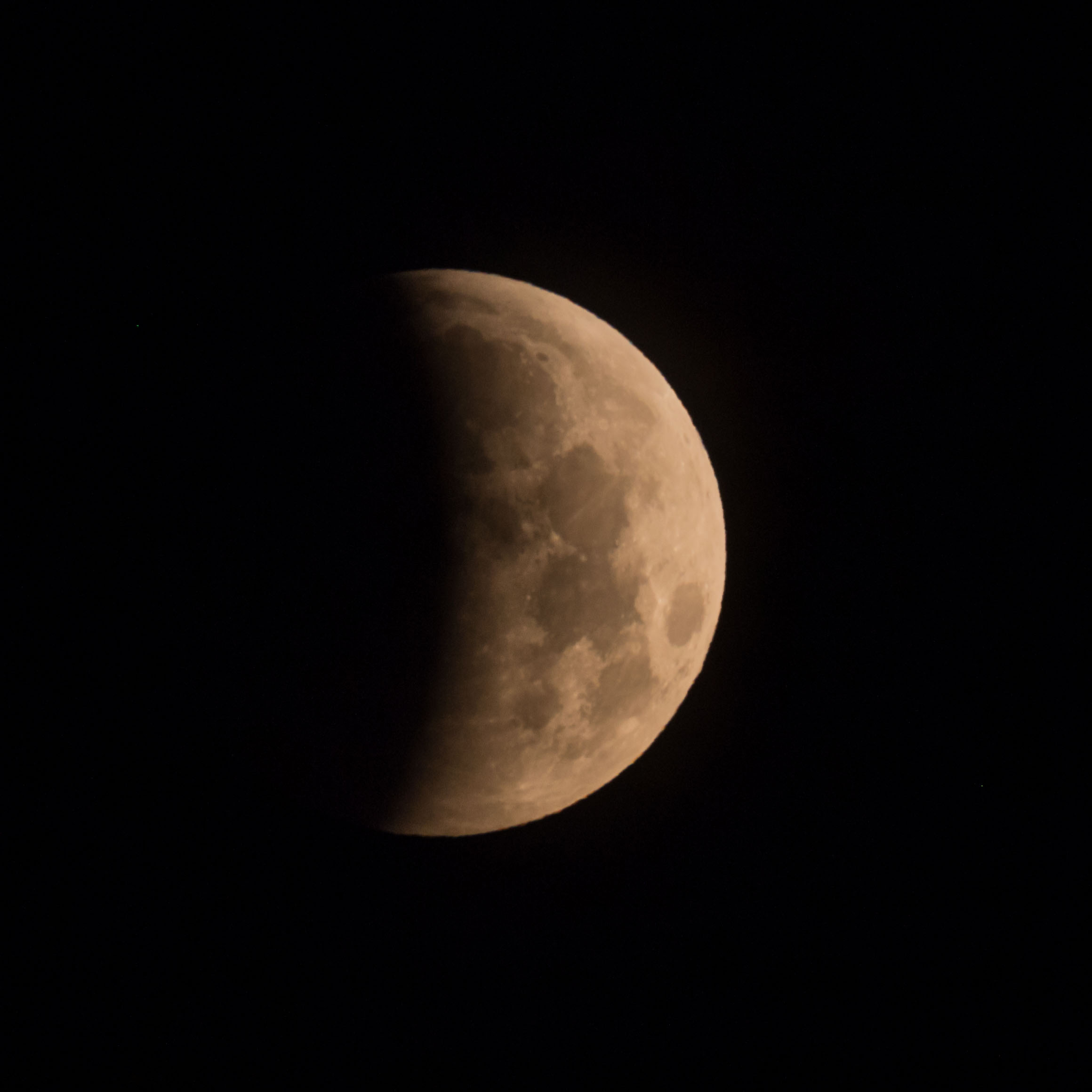
Macon, Estados Unidos, 10:54 UTC
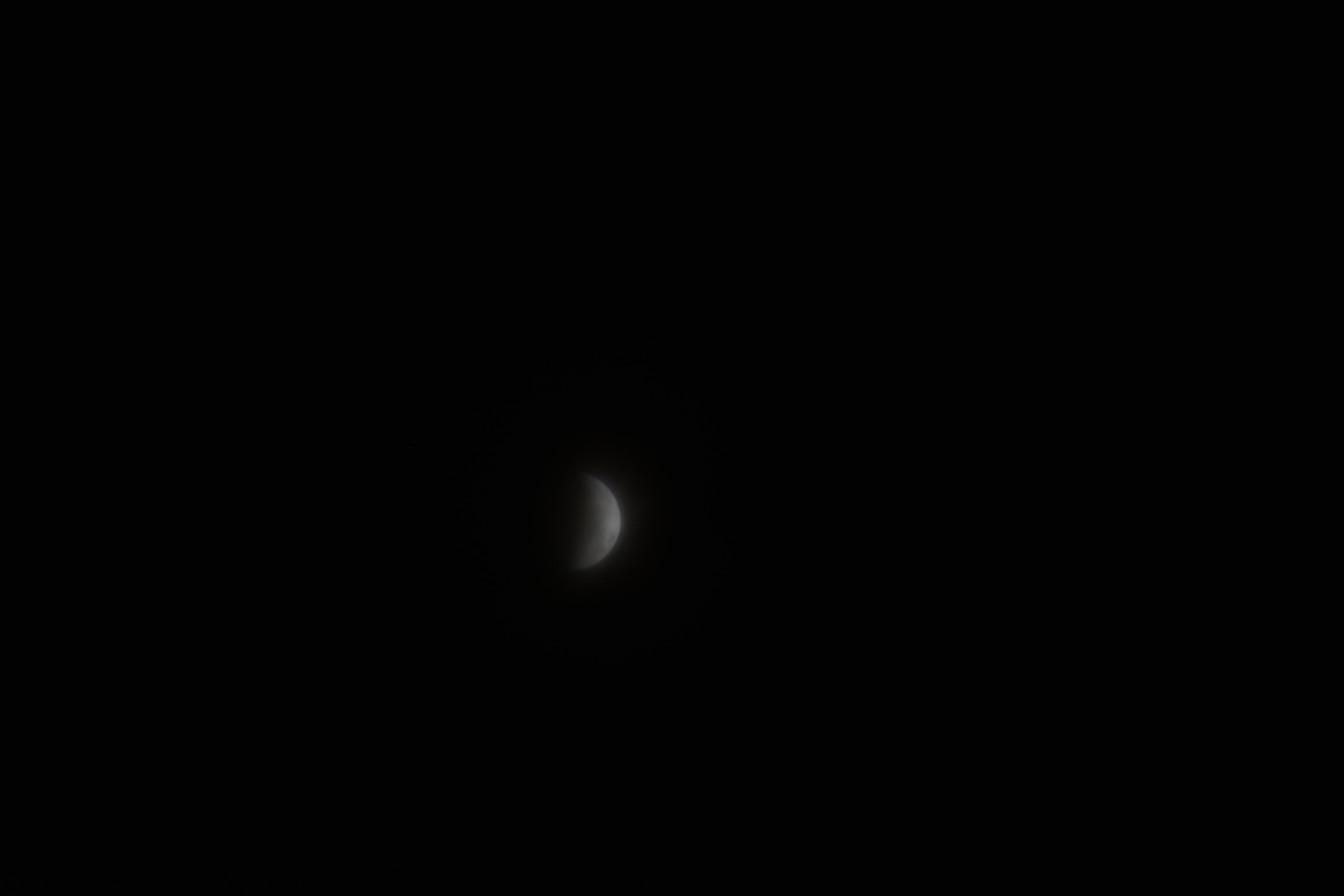
Ciudad de México, México, 10:59 UTC
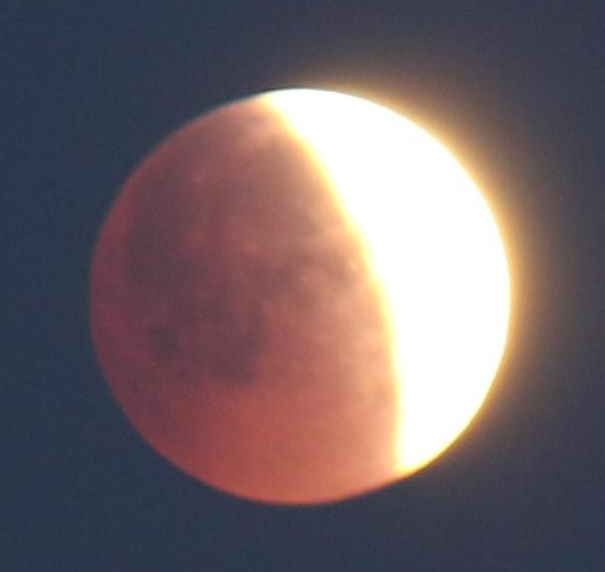
Mineápolis, Estados Unidos, 11:09 UTC
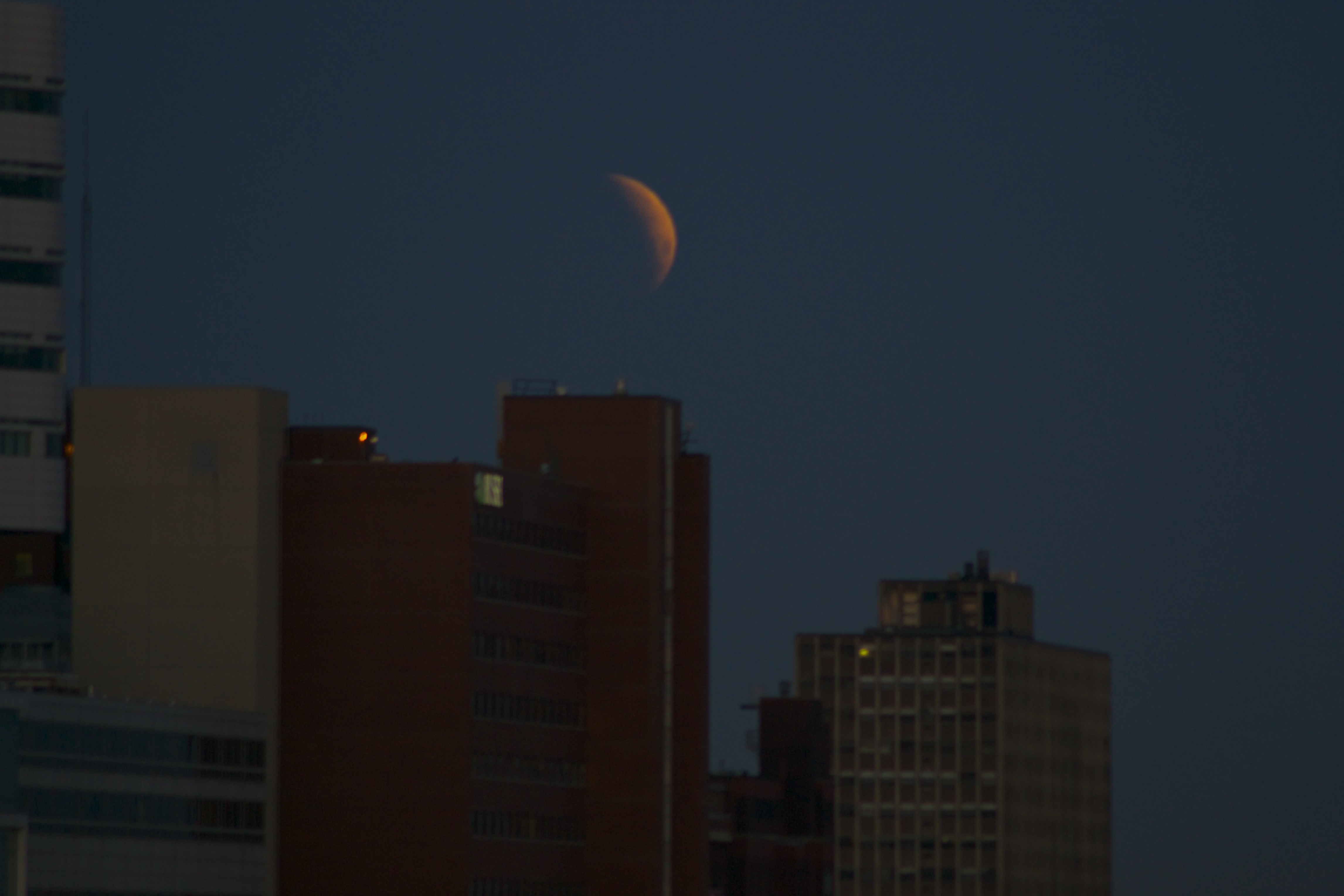
Chicago, Estados Unidos, 11:36 UTC
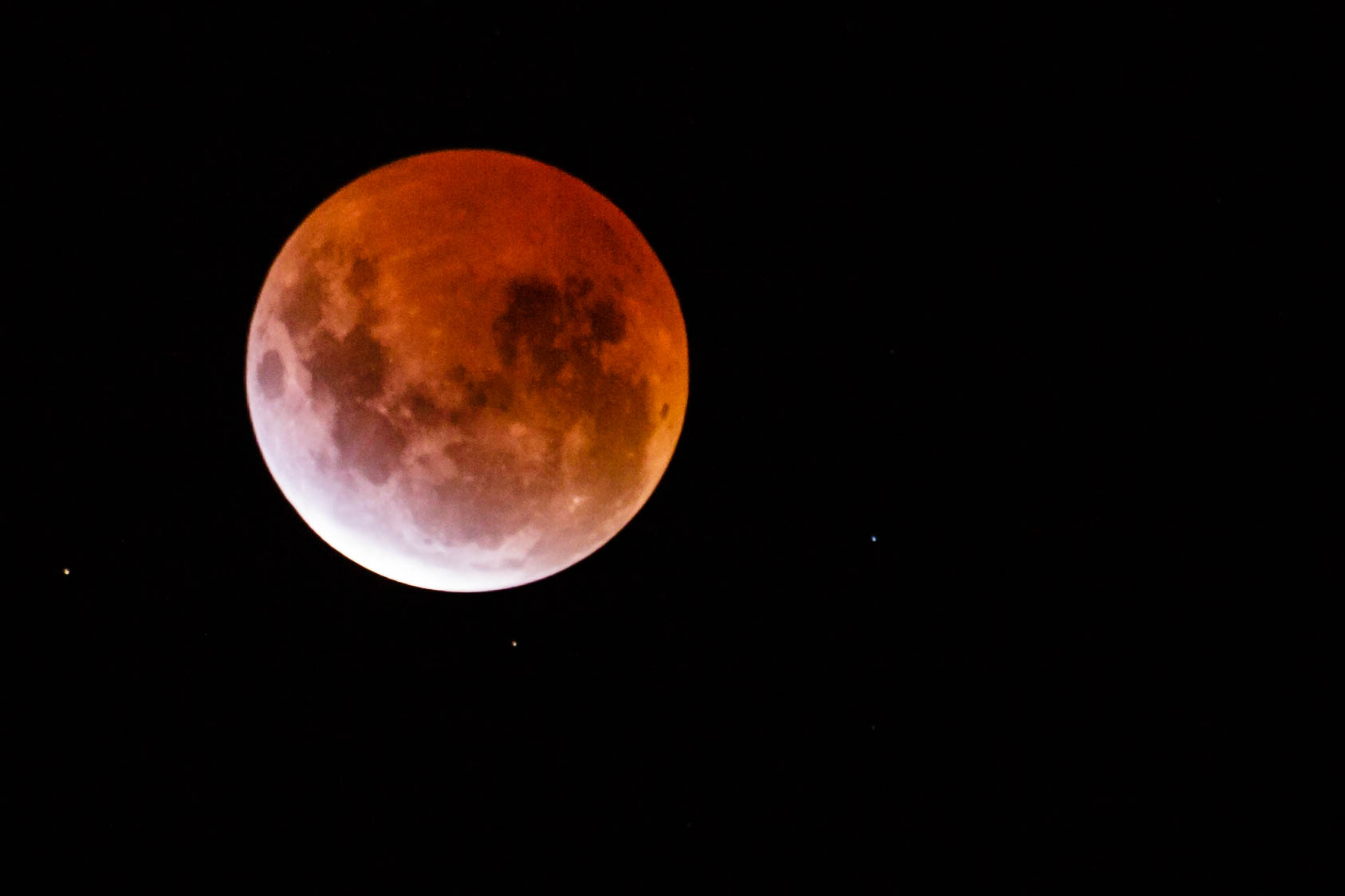
Melbourne, Australia, 11:46 UTC
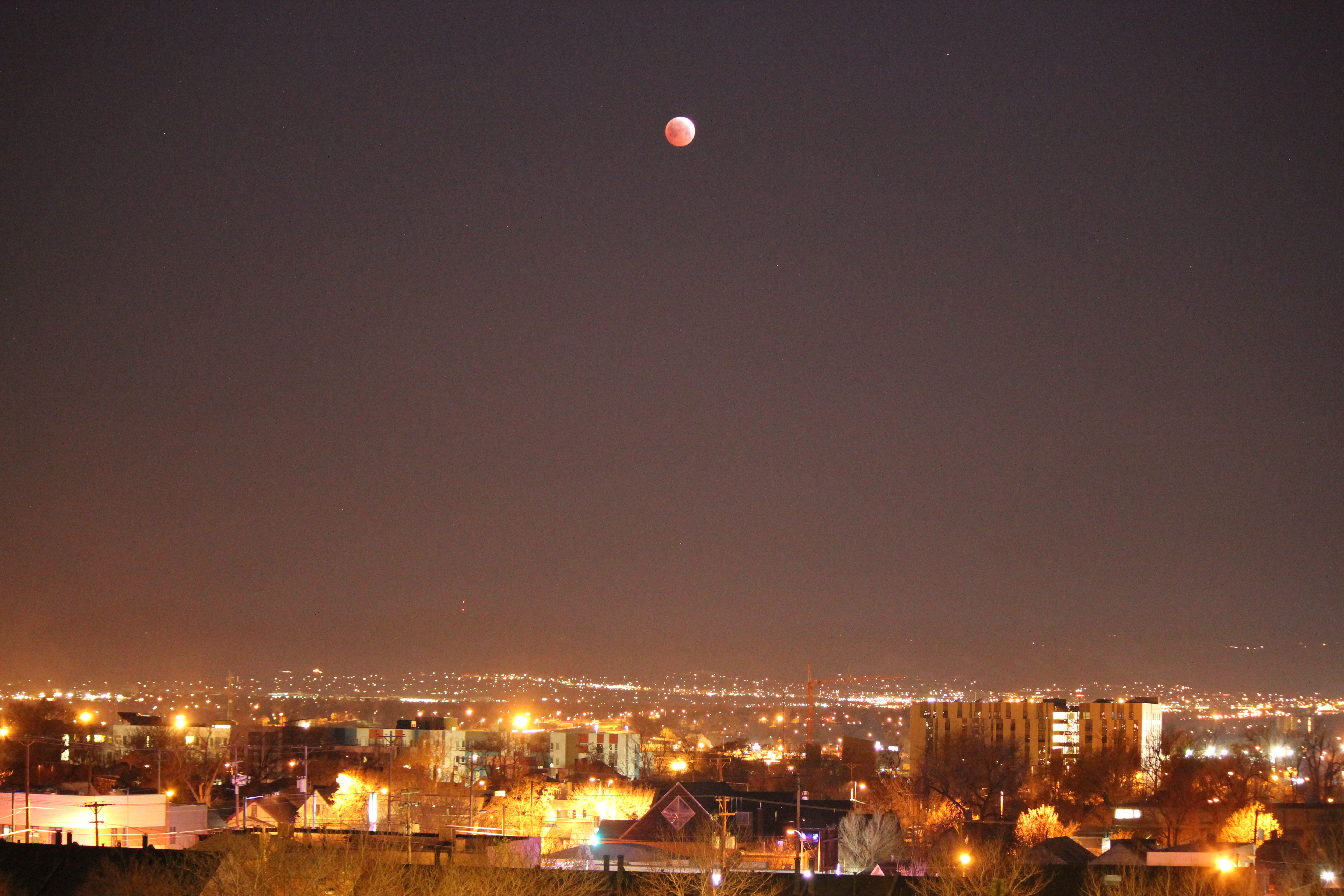
Denver, Estados Unidos, 11:50 UTC
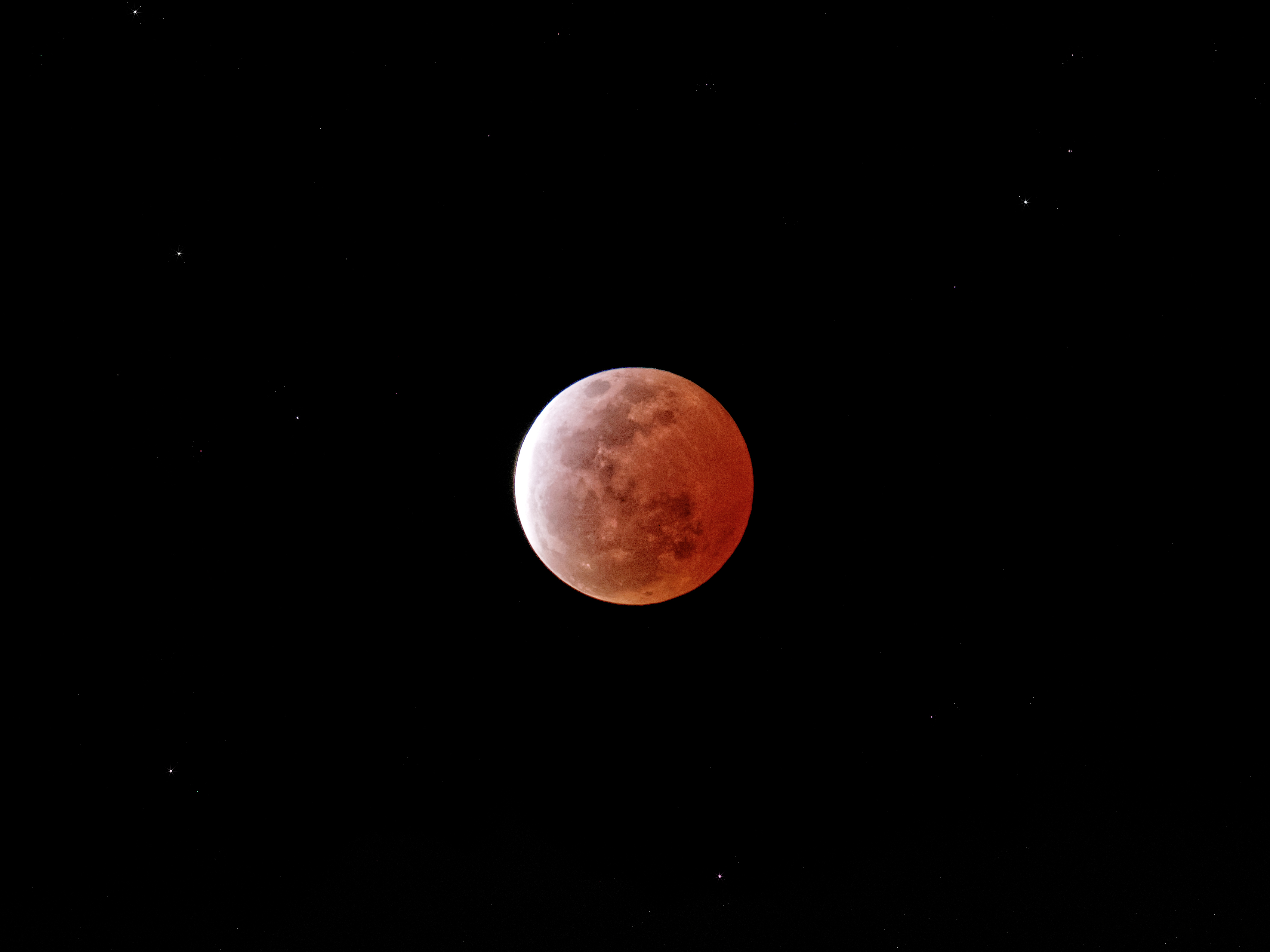
Tai Po, Hong Kong, 12:01 UTC
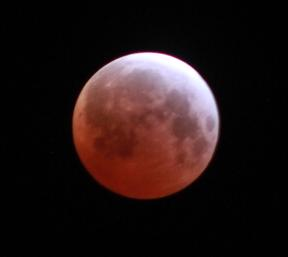
Condado de Santa Clara, Estados Unidos, 12:02 UTC
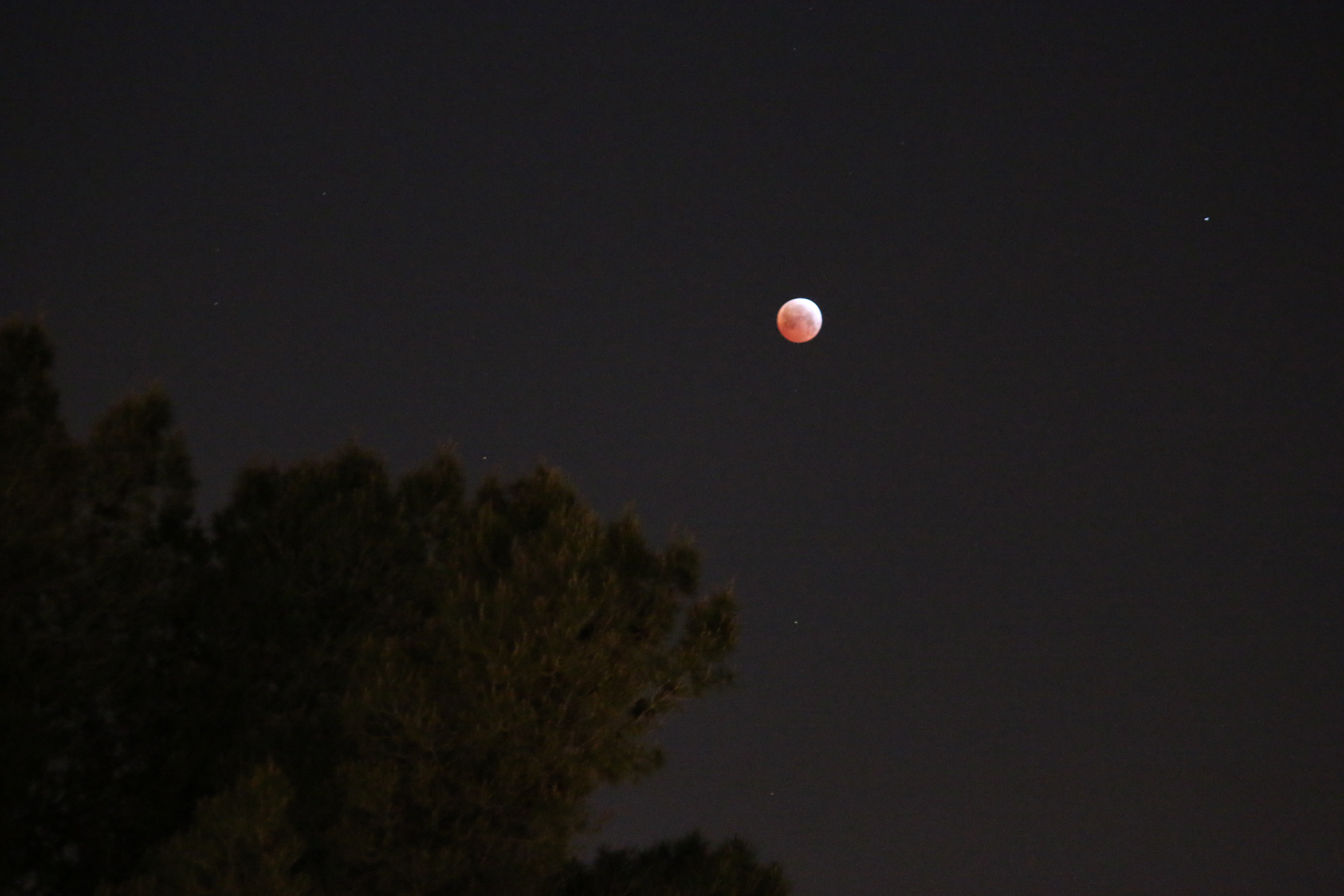
Las Vegas, Estados Unidos, 12:03 UTC
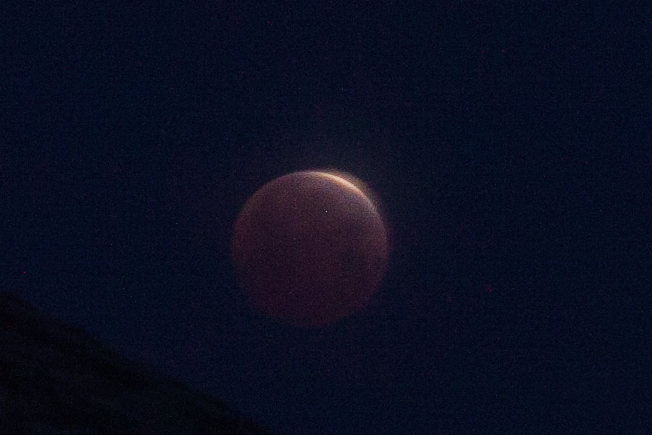
Río Rancho, Estados Unidos, 12:13 UTC
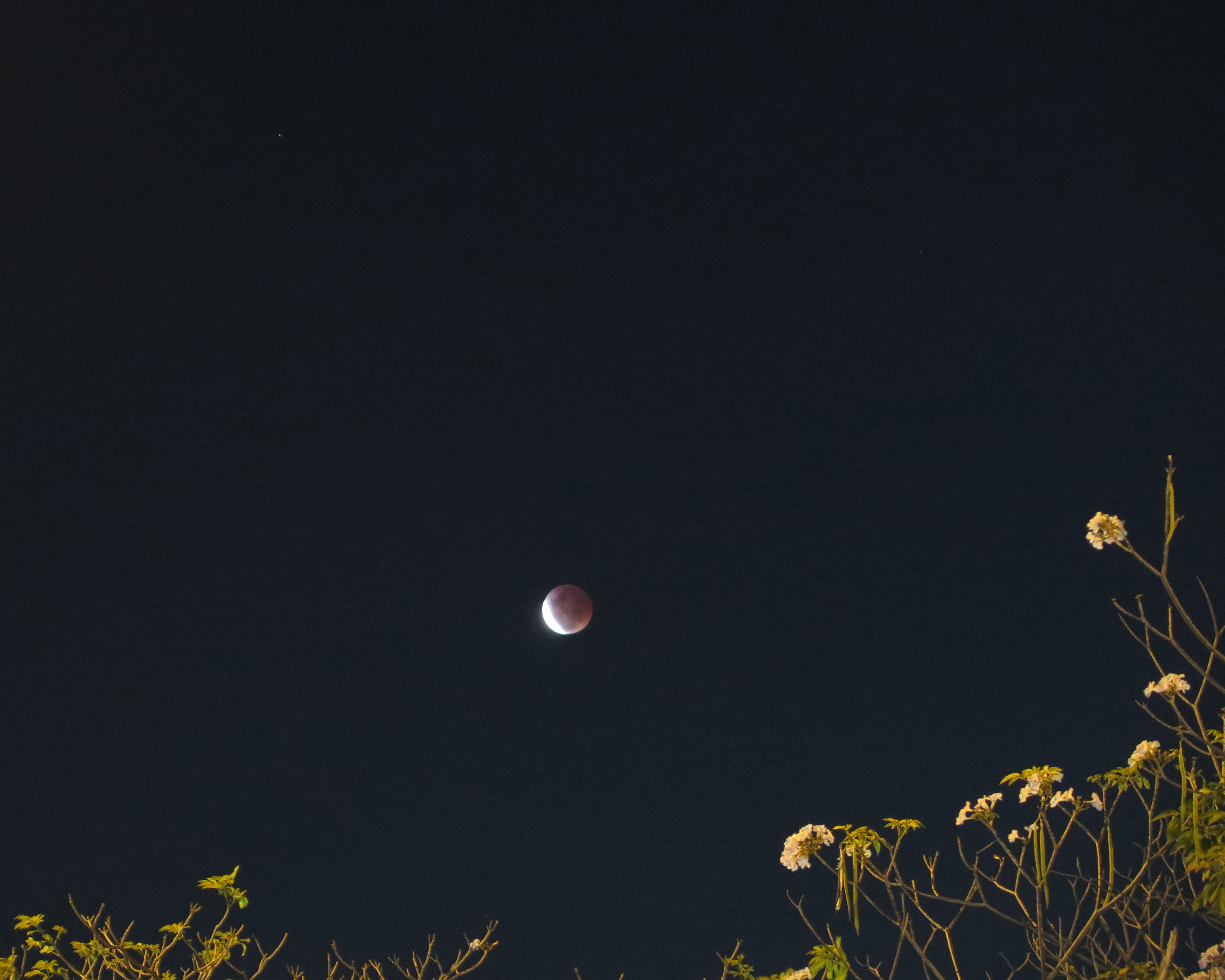
Bangkok, Tailandia, 12:37 UTC
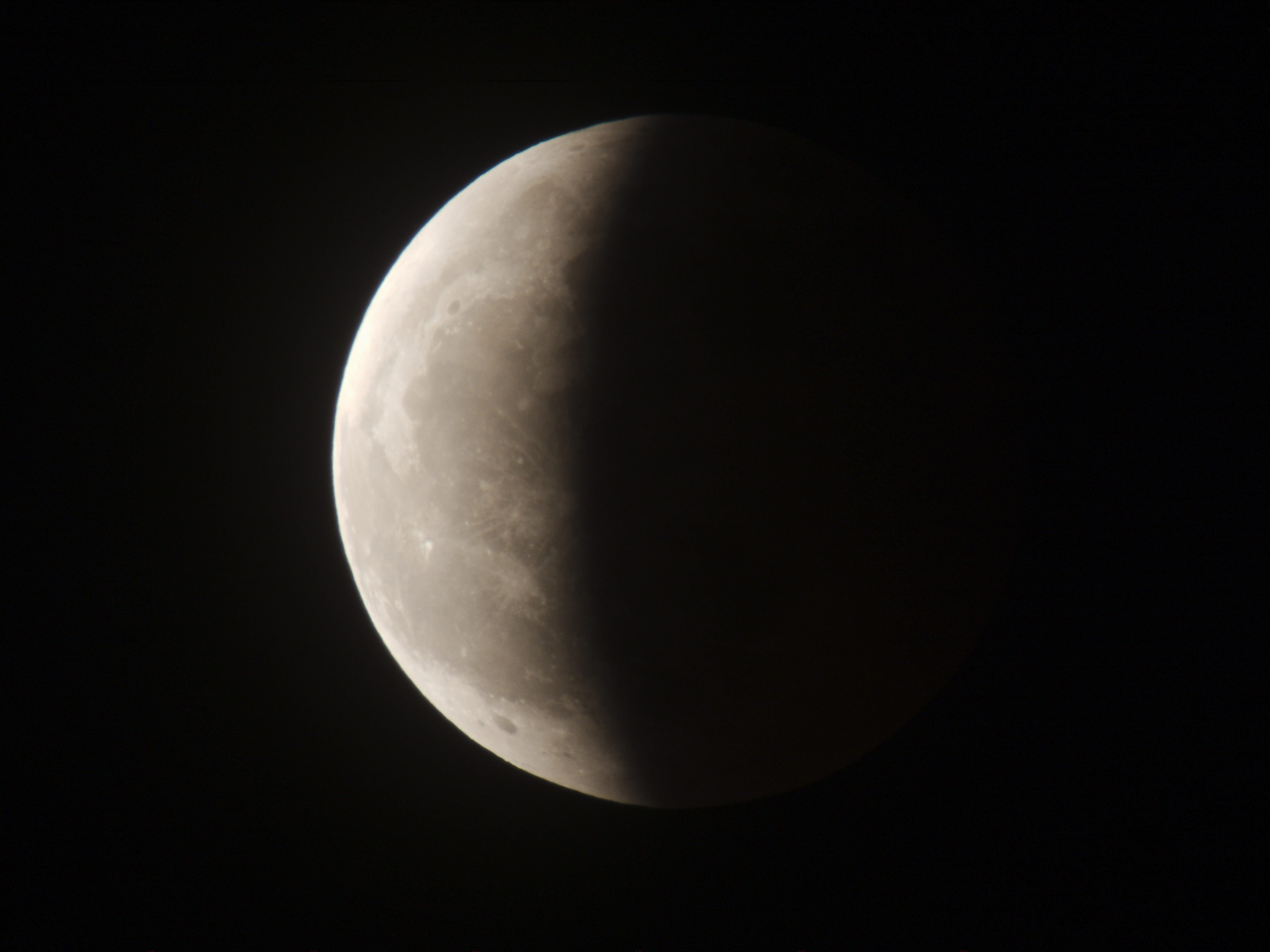
Hirosaki, Japón, 12:56 UTC
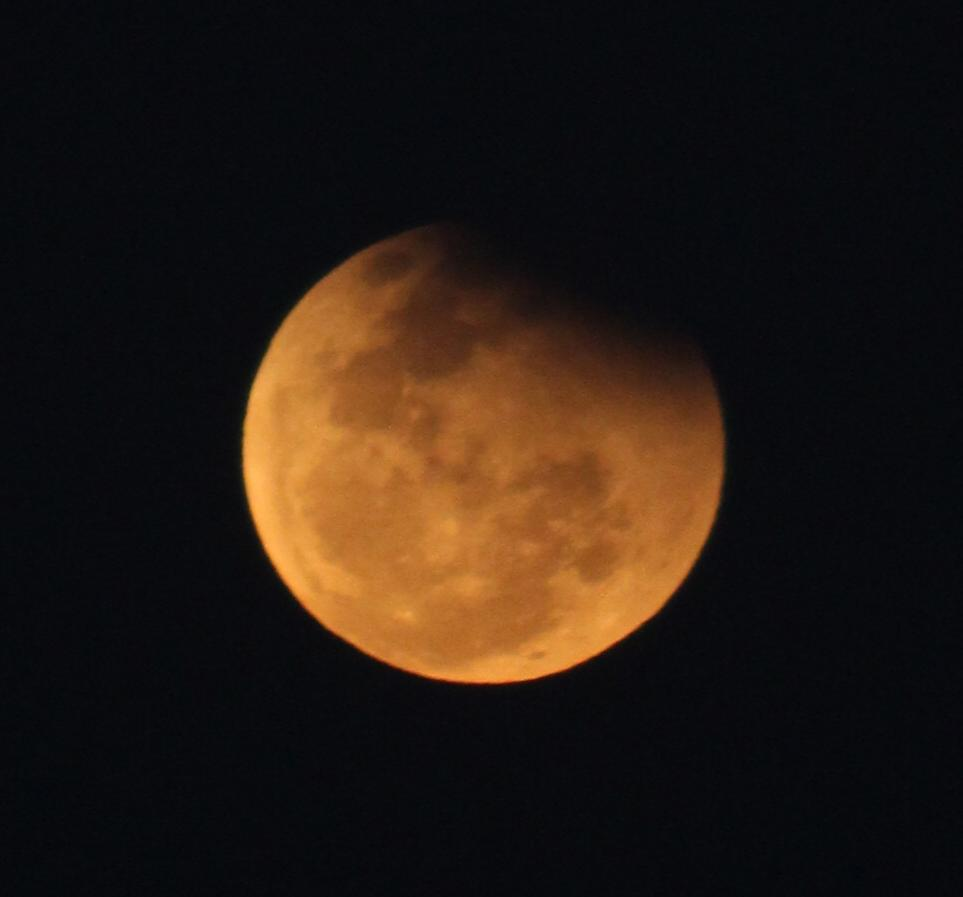
Pune, India, 13:38 UTC